# Agnieszka Szott-Hejmej
Agnieszka Szott-Hejmej (ur. 23 marca 1982 w Gorzowie Wielkopolskim) – była polska koszykarka grająca na pozycji skrzydłowej. Mistrzyni i reprezentantka Polski, także mistrzyni Szwajcarii. 

## Kariera sportowa

### Kariera klubowa
Jest wychowanką Stilonu Gorzów. Jako zawodniczka rezerw debiutowała w ówczesnej II lidze w sezonie 1996/1997. W tym samym sezonie debiutowała także w I drużynie, w rozgrywkach I-ligowych. W sezonie 1997/1998 była już podstawową zawodniczką I drużyny w rozgrywkach ekstraklasy. Po likwidacji sekcji w 1998 została zawodniczką Ślęzy Wrocław. Z wrocławskim klubem zdobyła dwukrotnie brązowy medal mistrzostw Polski (2001, 2002). W sierpniu 2002 zawarła umowę z Quay POSiR Poznań. We wrześniu 2002 podpisała kontrakt z Lotosem Gdynia, rezygnując z poprzedniej, ponieważ w Poznaniu kazano jej mieszkać w domku kempingowym, dopóki nie udowodni swojej wartości. W sezonie 2002/2003 nie zagrała z powodu kontuzji kolana. W barwach gdyńskiego klubu zagrała dopiero w rundzie jesiennej sezonu 2003/2004, a w rundzie wiosennej tego sezonu została wypożyczona do Odry Brzeg. Jako zawodniczka Lotosu miała udział w zdobyciu tytułu mistrza Polski w 2004.
W latach 2004–2008 była zawodniczką AZS PWSZ Gorzów Wielkopolski, w 2008 zdobyła z tą drużyną brązowy medal mistrzostw Polski, razem ze swoim klubem zdobyła też akademickie wicemistrzostwo Europy w 2005 oraz akademickie mistrzostwo Europy w 2006 i 2007, w 2005 została najlepszym strzelcem ligi. Od 2008 występowała w klubach zagranicznych. W rundzie jesiennej sezonu 2008/2009 była zawodniczką izraelskiego zespołu Elicur Ramla, w przerwie zimowej tego sezonu przeszła do szwajcarskiej drużyny Sdent Sierre Basket i zdobyła z nią w 2009 mistrzostwo Szwajcarii. W sezonie 2009/2010 została zawodniczką cypryjskiej drużyny AEL Limassol, jednak w grudniu tegoż roku przerwała karierę i w czerwcu 2010 urodziła córkę. Od 2010 jest ponownie zawodniczką polskich klubów. W latach 2010–2013 reprezentowała barwy Artego Bydgoszcz. W 2013 zdobyła z tą drużyną brązowy medal mistrzostw Polski. Od 2013 jest zawodniczką TS Wisła Can-Pack Kraków, z którą zdobyła mistrzostwo Polski w 2014 i 2015.
9 czerwca 2017 zasiliła po raz kolejny w swojej karierze szeregi Artego Bydgoszcz.
24 maja 2019 dołączyła do Pszczółki Polski-Cukier AZS-UMCS Lublin.
16 czerwca 2020 zawarła umowę z PolskąStrefąInwestycji Enea Gorzów Wielkopolski.
15 maja 2021 ogłosiła zakończenie kariery zawodniczej.

### Kariera reprezentacyjna
Była reprezentantką Polski kadetek, z reprezentacją Polski juniorek wywalczyła brązowy medal mistrzostw Europy w 2000. Z reprezentacją Polski seniorek wystąpiła na mistrzostwach Europy w 2005 (7. miejsce) i 2011 (11. miejsce).

### Po zakończeniu kariery sportowej
Prowadzi Szott Basketball Academy i Fundację Szott Sport

Jako trener reprezentacji Polski 3x3 wywalczyła brązowy medal na FIBA 3x3 U17 Europe Cup 2022. W składzie biało-czerwonych prowadzonych przez Agnieszkę Szott znalazły się Weronika Steblecka i Antonina Kończak (ENEA AZS AJP Gorzów), Weroniką Kassin (Sportowa Politechnika) i Oliwią Janicka (MUKS Widzew Łódź)

## Życie prywatne
W 2012 poślubiła wioślarza Rafała Hejmeja, z którym ma córkę Laurę, urodzoną w czerwcu 2010. W 2002 została wybrana najpiękniejszą polską koszykarką w plebiscycie Miss Basket. Zdobyła też tytuł The Hottest Woman of EuroBasket 2011 dla najpiękniejszej zawodniczki Mistrzostw Europy 2011.

## Osiągnięcia
Stan na 7 lipca 2020, na podstawie, o ile nie zaznaczono inaczej.

### Drużynowe
- Mistrzyni:
  - Polski (2004, 2014, 2016)
  - Cypru (2010)
  - Szwajcarii (2009)[19]
- Wicemistrzyni Polski (2017[20], 2018[21])
- Brązowa medalistka mistrzostw Polski (2001, 2002, 2008, 2013, 2021)
- Zdobywczyni pucharu:
  - Polski (2014, 2017, 2018[22])
  - Cypru (2010)
- Finalistka pucharu:
  - Polski (1999)
  - Szwajcarii (2009)[19]

### Indywidualne
- MVP PLKK (2013)
- Najlepsza zawodniczka krajowa PLKK (2013 według eurobasket.com)[23]
- Liderka strzelczyń PLKK (2005 – całego sezonu, włącznie z play-off, 2006 – sezonu regularnego)
- Uczestniczka meczu gwiazd PLKK (2002, 2003, 2005, 2008, 2011, 2012, 2014 – nie wystąpiła)[24][25]
- Powołana do udziału w meczu gwiazd PLK (2005 – nie wystąpiła)[26][27]
- Zaliczona do (przez eurobasket.com):
  - I składu zawodniczek krajowych PLKK (2006, 2011, 2013, 2014)[24][25][23][27]
  - II składu PLKK (2006, 2011, 2013)[24][25][23]

### Reprezentacja
Seniorów
- Uczestniczka mistrzostw Europy (2005 - 7. miejsce, 2011 - 11. miejsce)

Młodzieżowe
- Akademicka mistrzyni Europy (2006, 2007)
- Akademicka wicemistrzyni Europy (2005)
- Brązowa medalistka mistrzostw Europy juniorek (2000)
- Uczestniczka mistrzostw Europy:
  - U–16 (1997 – 9. miejsce)
  - U–18 (1998 – 6. miejsce, 2000)
- Liderka Eurobasketu U-18 w przechwytach (1998)